# Plesiocystiscus myrmecoon
Plesiocystiscus myrmecoon is een slakkensoort uit de familie van de Cystiscidae. De wetenschappelijke naam van de soort is voor het eerst geldig gepubliceerd in 1919 door Dall.